# Foo Fighters: Sonic Highways
Sonic Highways es un miniserie documental estadounidense dirigido por Dave Grohl y escrito por Mark Monroe. El documental se realizó simultáneamente con el octavo álbum de Foo Fighters, Sonic Highways, y fue transmitido por HBO. Grohl describió el proyecto como «una carta de amor a la historia de la música americana». Cada uno de los ocho episodios se presenta como una exploración de la historia musical de una ciudad americana diferente a través de una serie de entrevistas por Dave. El grupo también se muestra la incorporación de lo que aprendieron de las entrevistas en la composición y grabación de una nueva canción en o cerca de esa ciudad. La serie se estrenó el 17 de octubre de 2014.

## Desarrollo
Tras el éxito de la película de 2013 El documental de Dave Sound City, expresó su interés para Billboard de hacer algo similar. Según Grohl, «Después de hacer Sound City, me di cuenta de que la pareja formada por la música y el documental funciona bien porque las historias dan sustancia y profundidad a la canción, lo que hace que para una conexión emocional más fuerte. Así que pensé: Yo quiero hacer esto de nuevo, pero en lugar de entrar en un estudio y contar su historia, yo quiero viajar a través de América y contar su historia». El 15 de mayo de 2014, se anunció que el octavo álbum de Foo Fighters sería lanzado en el otoño de 2014, y que los Foo Fighters conmemoraría el álbum y vigésimo aniversario con la serie de televisión. Cada canción en el nuevo álbum fue grabado en una ciudad diferente, con «leyendas locales» en cada canción y letra inspirada en las «experiencias, entrevistas y personalidades que se convirtieron en parte del proceso».
El 31 de mayo de 2014, a 20 segundos de video fue subido a YouTube anunciando la serie. El 21 de agosto de 2014, un remolque, con una duración de 3 minutos y 31 segundos, fue subido a YouTube que muestra la mayoría de las personas entrevistadas en la serie.

## Información general
La serie de ocho episodios muestran los Foo Fighters viajar a ocho estudios legendarios en ocho ciudades diferentes a través de los Estados Unidos de América para escribir y grabar su álbum, Sonic Highways. Las ciudades visitadas fueron Chicago, Washington D. C., Nashville, Austin, Los Ángeles, Nueva Orleans, Seattle y Nueva York. Estudios involucrados en el proyecto incluyen Electrical Audio de Steve Albini en Chicago; Rancho De La Luna en California; Robert Lang Studios en Seattle y Inner Ear Studios de Condado de Arlington, Virginia.
Cada episodio incluye entrevistas con los artistas que grabaron en los respectivos estudios. Entre ellos se encuentran Dolly Parton, Ian MacKaye de Minor Threat y Fugazi, Paul Stanley de Kiss, Joe Walsh de Eagles, Duff McKagan de Guns N' Roses, Nancy Wilson de Heart, Rick Nielsen de Cheap Trick, Zac Brown, y Gary Clark, Jr. También se ha colaborado con Preservation Hall Jazz Band en Nueva Orleans, lo que llevó a una actuación en directo con Trombone Shorty. Los episodios comienzan con una cita de una canción que se grabó en su respectivo lugar y termina con un video musical de esa misma canción con letra animados que aparecen en el fondo.

## Sorpresa de conciertos
El 5 de mayo de 2014, Foo Fighters dieron una sorpresa concierto de dos horas a las 9:30 Club en Washington D. C.
El 7 de mayo de 2014, Dave realizó un solo de una hora de duración sorpresa fijado en The Bluebird Cafe en Nashville a una multitud de aproximadamente 100 personas.
El 17 de mayo de 2014, después de una semana de grabación en Preservation Hall, la banda tocó en un show sorpresa durante 90 minutos, los cuales procedieron a cerrar un bloque entero de St. Peter Street en Nueva Orleans.

## Emisión internacional
La serie se emitió en el Reino Unido en BBC Four a partir del 26 de octubre de 2014. También se emitió en Australia en GO! horas después de su emisión estadounidense. Se repite en Channel [V] a partir del 16 de febrero de 2015.

## Episodios
| Episodio # | Título            | Fecha de estreno original |
| --- | ----------------- | ------------------------- |
| 1 | «Chicago»         | 17 de octubre de 2014     |
| Chicago ha sido la meca de tan diversos actos como Cheap Trick, Etta James, Smashing Pumpkins, Herbie Hancock, Chicago y Kanye West. Este episodio narra la evolución musical de la ciudad desde el blues de Buddy Guy y Muddy Waters en los años 50 y 60, el rock por excelencia del medio oeste de Cheap Trick en los años 70 y el punk rock de los años 80, como se ejemplifica en Naked Raygun. En estudios de Electrical Audio, Dave Grohl de Foo Fighters y se conectan con el dueño de Steve Albini, un icono musical Chicago como miembro fundador de Big Black y Shellac, quien produjo y grabó el tercer álbum de Nirvana, In Utero. Más tarde, ellos están unidos por Rick Nielsen de Cheap Trick para grabar «Something from Nothing», la primera canción del nuevo álbum de Foo Fighters.                                                                     |                   |                           |
| 2 | «Washington D.C.» | 24 de octubre de 2014     |
| Washington D. C. es en muchos sentidos una ciudad de extremos. Starland Vocal Band, Marvin Gaye, Duke Ellington, Nils Lofgren, Chuck Brown, Henry Rollins, Fugazi y Trouble Funk todos provienen de D.C. En los años 70, el estilo de música go-go se originó aquí, y se ha mantenido en una moda local, desde entonces. Dave Grohl se sienta con Tony Fisher de Trouble Funk, para hablar de go-go, y explora sus orígenes con Chuck Brown, padrino indiscutible del género. También habla con Don Zientara, propietario de Inner Ear Studios, que dice que Dave criado en Virginia «producido toda la banda sonora de mi juventud», así como con miembros de la banda de harDCore Bad Brains y Ian MacKaye de Teen Idles, Minor Threat y Fugazi, que todo grabado en Inner Ear durante décadas. La canción «The Feast and the Famine» se registra durante este episodio. |                   |                           |
| 3 | «Nashville»       | 31 de octubre de 2014     |
| Los jefes de la banda a Nashville, Tenn. Dave se sienta con Dolly Parton, Tony Joe White, Steve Earle, Willie Nelson, Emmylou Harris y productor Tony Brown para hablar de las influencias musicales de Nashville y el sonido de Nashville. Foo Fighters se preparan para grabar en el estudio de tierra meridional, propiedad del músico country Zac Brown, que también los apariciones en la canción «Congregation». |                   |                           |
| 4 | «Austin»          | 7 de noviembre de 2014    |
| Foo Fighters se preparan para grabar «What Did I Do? / God As My Witness» en el estudio Austin City Limits, con el guitarrista de blues Gary Clark, Jr., Dave habla con Terry Lickona, el productor ejecutivo de Austin City Limits. El examen de las raíces de la escena musical de Austin, con entrevistas que ofrecen Billy Gibbons de ZZ Top y Roky Erickson de 13th Floor Elevators, quien es considerado uno de los padres estadounidenses de rock psicodélico. La canción «What Did I Do? / God As My Witness» se registra durante este episodio. |                   |                           |

## Posicionamiento en listas
| Listas (2015)                                    | Mejor posición |
| ------------------------------------------------ | -------------- |
| Australia Top 40 Audiovisual Chart (ARIA Charts) | 1              |
| Belgian DVD Chart (Ultratop)                     | 3              |
| Italia (FIMI)                                    | 1              |
| UK Music Videos Chart (Official Charts Company)  | 1              |